# PlayStation Studios
PlayStation Studios, anteriormente SCE Worldwide Studios e SIE Worldwide Studios, é um grupo de desenvolvedoras de jogos eletrônicos possuídos pela Sony Interactive Entertainment. É uma única entidade supervisionando todos os estúdios de desenvolvimento, responsável pela criação e direção estratégica de desenvolvimento e produção de todos os softwares de todos os seus estúdios, os quais são produzidos exclusivamente para a família PlayStation de consoles. As séries da PlayStation Studios incluem God of War, UNCHARTED, The Last of Us, LittleBigPlanet, Ratchet and Clank, Horizon, Jak and Daxter, The Order: 1886, Shadow of the Colossus, Ape Escape, PaRappa the Rapper, Twisted Metal e Beyond: Two Souls. Além disso, há séries que começaram na família PlayStation, como as séries Crash Bandicoot, Tekken, Spyro/Skylanders e Tomb Raider.

## História
PlayStation Studios foi fundado em 14 de setembro de 2005. Shuhei Yoshida foi nomeado presidente da Wordwide Studio em 15 de maio de 2008, substituindo Kazuo Hirai, que trabalhava internamente, enquanto o então presidente da empresa, Phil Harrison deixou seu cargo no início de 2008.
A Sony Computer Entertainment comprou, para integrarem a Wordwide Studio, estúdios como: Guerrilla Games (desenvolvedora da série Killzone) em 8 de dezembro de 2005, Zipper Interactive (desenvolvedora da série SOCOM) em 24 de janeiro de 2006, Bigbig Studios (criadores da série MotorStorm) em setembro de 2007, e Media Molecule (desenvolvedora dos jogos de PlayStation 3, LittleBigPlanet) em março de 2010.  Em Janeiro de 2016, foi anunciada a fusão entre a Sony Computer Entertainment e a Sony Network Entertainment, surgindo a Sony Interactive Entertainment.

## Estúdios
| Nome                     | Localização                               | Fundação | Aquisição |
| ------------------------ | ----------------------------------------- | -------- | --------- |
| Polyphony Digital        | Tóquio, Japão                             | 1998     | 1998      |
| San Mateo Studio         | San Mateo, Califórnia, Estados Unidos     | 1998     | 1998      |
| Santa Monica Studio      | Los Angeles, Califórnia, Estados Unidos   | 1999     | 1999      |
| XDev                     | Liverpool, Inglaterra                     | 2000     | 2000      |
| Bend Studio              | Bend, Oregon, Estados Unidos              | 1993     | 2000      |
| Naughty Dog              | Santa Mônica, Califórnia, Estados Unidos  | 1984     | 2001      |
| San Diego Studio         | San Diego, Califórnia, Estados Unidos     | 2001     | 2001      |
| Guerrilla Games          | Amsterdã, Holanda do Norte, Países Baixos | 2000     | 2005      |
| Media Molecule           | Guildford, Surrey, Reino Unido            | 2006     | 2010      |
| Sucker Punch Productions | Bellevue, Washington, Estados Unidos      | 1997     | 2011      |
| Insomniac Games          | Burbank, Califórnia, Estados Unidos       | 1994     | 2019      |
| Malaysia Studio          | Kuala Lumpur, Malásia                     | 2020     | 2020      |
| Bluepoint Games          | Austin, Texas, Estados Unidos             | 2006     | 2021      |
| Housemarque              | Helsinque, Uusimaa, Finlândia             | 1995     | 2021      |
| Nixxes Software          | Utreque, Utreque, Países Baixos           | 1999     | 2021      |
| Team Asobi               | Tóquio, Japão                             | 2012     | 2021      |
| Valkyrie Entertainment   | Seattle, Washington, Estados Unidos       | 2002     | 2021      |

### Ex-subsidiárias
- Bigbig Studios, em Royal Leamington Spa, Warwickshire, Reino Unido; fundado em 2001 como subsidiária da Evolution Studios, adquirida em 2007 junto da sua empresa-mãe, fechado em 2012.
- Camden Studio, em Camden Town, Reino Unido; fundado em 1998 como subsidiária da SCE Studio Liverpool, fechado em 2002.
- Evolution Studios, em Runcorn, Cheshire, Reino Unido; fundado em 1999, adquirido em 2007, fechado em 2016.
- Guerrilla Cambridge, em Cambridge, Cambridgeshire, Reino Unido; fundado em 1997 como SCE Cambridge Studio, integrado como subsidiária da Guerrilla Games e renomeada para Guerrilla Cambridge em 2012, fechado em 2017.
- Incognito Entertainment, em Salt Lake City, Utah, EUA; fundado em 1999, adquirido em 2002, fechado em 2009.
- Manchester Studio, em Manchester, Reino Unido; fundado em 2015, fechado em 2020.
- SCE Studio Liverpool, em Liverpool, Reino Unido; fundado em 1984 como Psygnosis, adquirido e renomeado em 1993 para Studio Liverpool, fechado em 2012.
- SIE Japan Studio, em Tóquio, Japão; fundado em 1993 como uma divisão da Sony Interactive Entertainment, fechado em 2021.
- Sony Online Entertainment, em San Diego, Califórnia, EUA; fundado em 1997, tornou-se independente em 2015.
- Zipper Interactive, em Redmond, Washington, EUA; fundado em 1995, adquirido em 2006, fechado em 2012.
- Pixelopus, em San Mateo, California, EUA; fundado em 2014 pela SIE, fechado em 2023.
- London Studio, em Londres, Reino Unido; fundado em 2002 pela SIE, fechado em 2024